# Lady S
M/Y Lady S är en superyacht tillverkad av Feadship i Nederländerna. Hon sjösattes i oktober 2018 och levererades i april 2019 till sin ägare Daniel Snyder, en amerikansk affärsman och före detta idrottsledare.
Hon designades exteriört av Michael Leach medan interiören designades av Reymond Langton Design. Den är 92,99 meter lång och har kapacitet för att ha tolv passagerare fördelat på sju hytter. Superyachten har också en besättning på 33 besättningsmän.